# Вишневецкая поселковая община
Вишневецкая поселковая община (укр. Вишнівецька селищна громада) — территориальная община в Кременецком районе Тернопольской области Украины.
Административный центр — посёлок Вишневец.
Население составляет 17576 человек. Площадь — 322,3 км².
В соответствии с распоряжением Кабинета Министров Украины от 12 июня 2020 года, в состав общины вошла территория Вишневецкого поселкового совета, Бодаковского, Бутинского, Великокунинецкого, Великоокнинского, Дзвинячанского, Залесецкого, Кохановского, Лозовского, Раковецкого и Старовишневецкого сельских советов упразднённого Збаражского района, а также Млыновецкого и Устечковского сельских советов Кременецкого района.

## Населённые пункты
В состав общины входят 1 посёлок и 27 сёл:
- Посёлок Вишневец
  - Загородье
- Бодаковский старостинский округ:
  - Бодаки
- Бутинский старостинский округ:
  - Бутин
- Великокунинецкий старостинский округ:
  - Великий Кунинец
  - Малый Кунинец
- Великоокнинский старостинский округ:
  - Великие Окнины
  - Котюжины
  - Малые Окнины
- Дзвинячанский старостинский округ:
  - Дзвиняча
- Залесецкий старостинский округ:
  - Залесцы
- Кинаховецкий старостинский округ:
  - Кинаховцы
  - Мышковцы
  - Поляны
- Кохановский старостинский округ:
  - Гнидава
  - Диброва
  - Кохановка
- Лозовский старостинский округ:
  - Кривчики
  - Лозы
- Млыновецкий старостинский округ:
  - Бакоты
  - Млыновцы
  - Хотовица
- Очеретненский старостинский округ:
  - Очеретное
  - Устечко
- Раковецкий старостинский округ:
  - Зашляхом
  - Раковец
- Старовишневецкий старостинский округ:
  - Старый Вишневец
  - Федьковцы